# Collection Fantasia
Fantasia est une collection française de livres pour la jeunesse, créée et éditée de 1954 à 1985 par les éditions Magnard. Deux cents volumes environ sont parus, avec une large prédominance pour les auteurs français.

## Genèse
La collection s'est créée concurremment à la création d'un prix littéraire pour jeunes par les éditions Magnard. Le prix "Fantasia" est décerné en 1955 à Mylord et les saltimbanques d'Elsie (Elsie Denise Millon). Le prix Fantasia  est attribué jusqu'en 1970 avant d'être remplacé par le prix Jeune France jusqu'en 1976, année de sa dernière attribution. 

## Présentation
Livres de luxe souvent décernés comme prix scolaires, ils paraissent, dans les premières années, sous deux présentations, brochés et cartonnés, accompagnés d'une jaquette, sans numérotation. Les pages sont en papier épais. Le cartonnage écru est décoré de losanges dans lesquels figure une dorure en forme de cheval cabré.
Dans les années 1960, une numérotation est créée et la jaquette papier est plastifiée avec du Rhodoïd. Pour fidéliser les jeunes lecteurs, est créé un Passeport Fantasia. Il faut découper, sur la dernière page du livre acheté, et coller sur le passeport un Bon-Visa. Au bout de six achats le passeport est complété, en échange duquel un livre Fantasia, au choix du lecteur, est alors offert. À la fin des années 1970, chaque volume contient un Passeport Fantasia à découper.

## Romans édités
- Léonce Bourliaguet, Castandour, ill. Paulette Lagosse, 1954; rééd.: ill. Xavier Justh, 1954; rééd., coll. « 15 ans », ill. Robert Gigi, s.d.(années 1960).
- René Guillot, Contes des mille et une bêtes, ill. Line Touchet, 1954 (1re édition coll. « Fauves et Jungle », 1953).
- René Guillot, Shrimp le corsaire, ill. Pierre Rousseau, 1954.
- Elsie, Mylord et le saltimbanque, préf. Pierre Argence, ill Elsie, 1955, Prix Fantasia 1955.
- René Guillot, KPO la panthère, ill. Paul Durand, 1955.
- Léonce Bourliaguet, Pouk et ses loups-garous, ill. Pierre Rousseau, 1956 (1re édition, ill. Nejad, coll. « Bibliothèque Azur », 1955).
- Michèle Massane, Au vent de fortune, préf. René Guillot, ill.Pierre Rousseau, 1956; rééd. 1957, 1962.
- Pierre Devaux, X.P. 15 en feu !, no 15, ill. Jean-Marie Desbeaux, 1958.
- René Guillot,  La bague aux yeux de chat, ill.Pierre Rousseau, 1959
- René Guillot, Le Maître des éléphants, ill. Maurice Raffray, 1960, Prix fantasia 1961.
- Robert Brassy, Pêcheurs de lumière, no 33, ill. François Lesourt, 1962; rééd. 1966.
- Jean-claude Froelich, Voyage au pays de la pierre ancienne, no 40, illustrations de Xavier Justh, 183 p., 1962, Prix Fantasia 1963; rééditions : 1964, 1966, 1969;
- Alice Piguet, Tonio, le bouligant, no 54, ill. Xavier  Justh, 1964; rééd. 1969.
- René Garrus, Le Fils de Pulcinella, no 63, ill. Régine Montoliu, 1965.
- Alice Piguet, Tonio et les traboules,  n°73, ill. Xavier Saint Justh, 1966.
- Luce Marc, Maïe, no 74, ill. Michel Gourlier, 1966, Grand Prix du Salon de l'Enfance 1966.
- Marianne Monestier, Kawanga des glaces, no 85, préf. Paul-Émile Victor, ill. Philippe Lorrain, 1967.
- Claude Esil, L'Abandonné de l'Ile-aux-Vaches, illustrations : Bernard Joatton, 1968
- Alice Piguet, Tonio la franchise, no 122, préf. André Latreille, ill. Patrick Philippon, 1970, 190 p.
- Rosy Chabbert, Hina aux îles Marquises, no 129, ill. Patrick Philippon, 1970, 187 p.; rééd. 1974.
- Jean-Côme Noguès, Les pièges de Waldfriede, no 147, ill. Michel Gourlier, 1972.
- Alice Piguet, Traîne-les-Cœurs, ill. Patrick Philippon, 192 p., 1977
- Alice Piguet, Tremblez Godons !, ill. Michèle Delagoutte, coll. « Fantasia bleue », no 53, 189 p, 1978
- Claude Esil, Citoyenne Marie-Josèphe, ill. Patrick Philippon, coll. « Fantasia rouge », no 46, 1979